# سرود ملی ماداگاسکار
ای سرزمین گرامی نیاکان ما 
(به مالاگاسیایی: Ry Tanindrazanay malala ô) نام سرود ملی کشور ماداگاسکار است. متن این سرود توسط پاستور راهاجاسون نوشته شده و آهنگ آن را نوربرت راهاریسوآ ساخته است. آهنگ آن تحت نفوذ موسیقی اروپایی است و حالت موسیقی رژه دارد. آن را اغلب با آکاردئون می‌نوازند. این سرود در ۲۷ آوریل ۱۹۵۹ رسمیت یافت.